# Анже ан Сантер
Анже ан Сантер (фр. Hangest-en-Santerre) насеље је и општина у североисточној Француској у региону Пикардија, у департману Сома која припада префектури Мондидје.
По подацима из 2011. године у општини је живело 1.029 становника, а густина насељености је износила 68,24 становника/km². Општина се простире на површини од 15,08 km². Налази се на средњој надморској висини од 105 метара (максималној 109 m, а минималној 84 m).

## Демографија
| 1962. | 1968. | 1975. | 1982. | 1990. | 1999. | 2011. |
| ----- | ----- | ----- | ----- | ----- | ----- | ----- |
| 753   | 801   | 769   | 703   | 723   | 839   | 1.029 |

График промене броја становника у току последњих година